# Deck jacket
Pour les articles homonymes, voir Jacket.
 (décembre 2023).
Si vous disposez d'ouvrages ou d'articles de référence ou si vous connaissez des sites web de qualité traitant du thème abordé ici, merci de compléter l'article en donnant les références utiles à sa vérifiabilité et en les liant à la section « Notes et références ».
Une deck jacket, (« veste de pont » en français), est un vêtement qui équipait les marins de l'US Navy travaillant sur le pont des navires.

## Description
Le premier modèle date de 1939 et est très similaire à une tank jacket, mais de couleur bleu marine : doublure en drap de laine, bord côte aux poignets et au col, fermeture par zip simple.
Le modèle classique, légèrement plus long, est la veste N-1 créée en 1944. Le kaki remplace rapidement le bleu. Les manches couvrent le bord côte, la fermeture à glissière centrale est protégée par un rabat boutonné, ou fermé par des clips métalliques. C'est un vêtement chaud conçu pour affronter la rudesse des éléments. Il est doublé en alpaga et équipé d'un col rond fourré de la même matière.
Le modèle A-2 a été introduit une quinzaine d'années plus tard. Bien qu'assez similaire, c'est un modèle moins recherché par les collectionneurs en raison de l'utilisation de matières moins nobles.

## Usage
La N-1 Desk jacket, comme la tank-jacket, est un vêtement associé aux images de la Libération, les soldats de la Navy portant la première, ceux de l'US army la seconde. Ces vestes étaient souvent peintes au pochoir, illustrant les faits d'armes de son propriétaire ou son navire d'affectation.